# Deothang
Deothang, nota anche come Dewathang, è una città nel sud-est del Bhutan che rientra nel distretto di Samdrup Jongkhar dal 2010.

## Geografia fisica
Deothang si trova nel distretto di Samdrup Jongkhar ad un'altitudine di 870 metri. Si trova a 18 km da Dzongkhag. Confina con Orong Gewog a nord, Phuntshothang Gewog a est, Pemagatshel Dzongkhag a ovest e Assam a sud. Si compone di 23 villaggi con 352 famiglie con una popolazione totale di 3 091 abitanti.

## Cultura
La città è sede della più vecchia sala cinematografica del Bhutan.

## Economia
Un'importante risorsa economica è l'allevamento di bovini pregiati (Bos frontalis chiamati Mithun nella lingua locale) che sorge appena fuori dalla città e rifornisce i sei distretti del dzongdey orientale.
Anche il commercio ricopre un ruolo importante nell'economia cittadina: la vicinanza col confine dell'India permette lo scambio delle merci con i venditori indiani provenienti dal vicino stato di Assam.

## Monumenti e luoghi d'interesse
1. Jigme Namgyal Engineering College
2. Garpawoong Middle Secondary School
3. Dungsam Academy Archiviato il 26 ottobre 2020 in Internet Archive.
4. Dewathang Primary School
5. Rikhey Primary School
6. Chokyi Jatsho Institute
7. Samdrup Jongkhar Initiative
8. Command Center, Royal Bhutan Army
9. Dewathang Hospital